# Sant Joan
Sant Joan (hiszp. San Juan)  – gmina w Hiszpanii, w prowincji Baleary, we wspólnocie autonomicznej Balearów, o powierzchni 38,54 km². W 2011 roku gmina liczyła 2047 mieszkańców.